# Portia McGee
Portia McGee (ur. 9 marca 1979 w Seattle) – amerykańska wioślarka.

## Osiągnięcia
- Mistrzostwa Świata Juniorów – Glasgow 1996 – czwórka bez sternika – 7. miejsce[1].
- Mistrzostwa Świata Juniorów – Hazewinkel 1997 – ósemka – 3. miejsce[1].
- Mistrzostwa Świata – Sewilla 2002 – dwójka bez sternika – 12. miejsce[1].
- Mistrzostwa Świata – Eton 2006 – czwórka bez sternika – 3. miejsce[1].
- Mistrzostwa Świata – Monachium 2007 – dwójka bez sternika – 7. miejsce[1].
- Mistrzostwa Świata – Monachium 2007 – czwórka bez sternika – 1. miejsce[1].
- Igrzyska Olimpijskie – Pekin 2008 – dwójka bez sternika – 7. miejsce[1].